# Ptilodexia tinctipennis
Ptilodexia tinctipennis är en tvåvingeart som först beskrevs av Charles Howard Curran 1934.  Ptilodexia tinctipennis ingår i släktet Ptilodexia och familjen parasitflugor.
Artens utbredningsområde är Guyana. Inga underarter finns listade i Catalogue of Life.